# Portaavions Zuihō
El Zuihō (japonès: 瑞鳳, Afortunada Au del Paradís) va ser un portaavions de la Marina Imperial Japonesa. Construït originalment com a petroler d'alta velocitat el 1934, va ser convertit a portaavions sis anys després.
Formava classe amb el Shōhō, i va ser enfonsat durant la batalla del golf de Leyte.

## Historial
- Gener de 1941: entra en servei a la flota japonesa i és assignat a la 3a Divisió de Portaavions, juntament amb el Hosho
- Desembre de 1941: Participa en l'atac a les Filipines
- Gener de 1942: Participa en la invasió de les Índies Holandeses
- Juny de 1942: Batalla de Midway. Encapçala la Flota de Suport i no entra directament en combat. El seu grup aeri llavors estava format per 12 caces Mitsubishi A6M "Zero" i 11 bombarders en picat Aichi D3A "Val".
- octubre de 1942: Assignat a la 1a Divisió de Portaavions, juntament amb el  Shokaku i el  Zuikaku durant la batalla de Santa Cruz. Un bombarder de l'Enterprise li danya i deshabilita la coberta de vol.
- Gener-Febrer de 1943: Recolza l'evacuació de Guadalcanal, juntament amb els portaavions  Junyō i  Zuikaku.
- Febrer de 1944: Participa en la batalla del mar de les Filipines
- 24 d'octubre de 1944: Participa en la batalla del golf de Leyte, juntament amb els portaavions  Chiyoda,  Chitose i  Zuikaku. Durant la batalla de Cabo Engaño li tornen a danyar la coberta de vol. Després de reparar-se els danys, 3 noves onades d'atacants finalment l'enfonsen. Transportant pocs avions, va ser sacrificat per apartar la flota principal de portaavions estatunidencs de la flota principal de cuirassats japonesos, que no comptaven amb protecció aèria.